# Morrison (Familienname)
Morrison ist ein ursprünglich patronymisch gebildeter englischer Familienname mit der Bedeutung „Sohn des Morris“.

## Varianten
- Morison
- Morrisson

## Namensträger

### A
- Abigail Morrison (* 1976), britische Physikerin und Neurowissenschaftlerin
- Adam Morrison (* 1984), US-amerikanischer Basketballspieler
- Aileen Morrison (* 1982), irische Triathletin, siehe Aileen Reid
- Alasdair Morrison (* 1968), schottischer Politiker
- Alexander Morrison (1849–1913), australischer Botaniker
- Allie Morrison (1904–1966), US-amerikanischer Ringer
- Amy Morrison (* 1984), neuseeländische Schauspielerin
- Andrew Amers-Morrison, britischer Fußballtrainer
- Andrew Morrison, Filmproduzent
- Angus Morrison (Politiker) (1822–1882), kanadischer Richter und Politiker
- Angus Morrison (Fußballspieler) (1924–2002), schottischer Fußballspieler
- Angus Morrison (Kanute) (* 1952), US-amerikanischer Kanute
- Angus Morrison (Schauspieler) (1902–1989), britischer Schauspieler
- Arthur Morrison (1863–1945), englischer Journalist, Schriftsteller und Kunsthändler

### B
- Barbara Morrison (1952–2022), US-amerikanische Sängerin
- Beaver Morrison (1950–2010), neuseeländische Sängerin
- Bill Morrison (Comiczeichner) (* 1965), US-amerikanischer Comiczeichner
- Bill Morrison (Politiker) (1928–2013), australischer Politiker
- Bill Morrison (Regisseur) (* 1965), US-amerikanischer Filmregisseur
- Blake Morrison (* 1950), britischer Literaturkritiker und Schriftsteller
- Bram Morrison (* 1940), kanadischer Schauspieler, Sänger und Gitarrist
- Brendan Morrison (* 1975), kanadischer Eishockeyspieler
- Brian Morrison (Rennfahrer) (* 1960), britischer Motorradrennfahrer
- Brian Morrison (Leichtathlet) (* 1968), kanadischer Leichtathlet
- Brian Morrison (Reiter), irischer Vielseitigkeitsreiter
- Bruce Morrison (* 1944), US-amerikanischer Politiker

### C
- Callumn Morrison (* 1999), schottischer Fußballspieler
- Cameron A. Morrison (1869–1953), US-amerikanischer Politiker
- Carla Morrison (* 1986), mexikanische Indie-Pop-Sängerin und Komponistin
- Carrie Morrison (1888–1950), britische Anwältin
- Catriona Morrison (* 1977), schottische Triathletin
- Chick Morrison (Henry Morrison; um 1910–nach 1975), US-amerikanischer Jazzmusiker
- Clinton Morrison (* 1979), irischer Fußballspieler
- Curley Jim Morrison, US-amerikanischer Musiker

### D
- Danny Morrison (* 1953), nordirischer Journalist und Schriftsteller
- Dave Morrison (Dichter) (* 1959), US-amerikanischer Schriftsteller und Dichter
- Dave Morrison (Eishockeyspieler) (* 1962), kanadischer Eishockeyspieler und -scout
- Dave Morrison (Fußballspieler) (* 1974), englischer Fußballspieler
- Davey Morrison (* 1988), britischer Schauspieler und Synchronsprecher
- David Morrison (Astrophysiker) (* 1940), US-amerikanischer Astrophysiker
- David Morrison (Autor) (* 1941) auch David Ben Moshe, israelischer Autor
- David Morrison (General) (* 1956), australischer General
- David Morrison (Eishockeyspieler) (* 1980), nordirischer Eishockeyspieler
- David R. Morrison (Autor) (1941–2012), schottischer Schriftsteller, Verleger und Maler
- David R. Morrison (Mathematiker) (* 1955), US-amerikanischer Mathematiker und Physiker
- Denny Morrison (* 1985), kanadischer Eisschnellläufer
- Dorothy Morrison (Schauspielerin) (1919–2017), US-amerikanische Kinderdarstellerin
- Dorothy Morrison (Musikerin) (* 1944), US-amerikanische Gospel-Musikerin
- Dorothy Morrison (Autorin) (* 1955), US-amerikanische Okkultistin und Autorin
- Doug Morrison (* 1960), kanadischer Eishockeyspieler

### E
- Ebony Morrison (* 1994), US-amerikanisch-liberianische Leichtathletin
- Ed Morrison (* 1951), englischer Rugby-Union-Schiedsrichter
- Ernie Morrison (1912–1989), US-amerikanischer Schauspieler

### F
- Fiona Morrison (* 1988), neuseeländische Leichtathletin
- Frank B. Morrison (1905–2004), US-amerikanischer Politiker
- Fred Morrison (* 1963), schottischer Dudelsackspieler

### G
- George Morrison (Künstler) (1919–2000), US-amerikanischer Maler und Bildhauer
- George Morrison (Filmemacher) (1922–2025), irischer Dokumentarfilmer
- George Morrison (Eishockeyspieler) (1948–2008), kanadischer Eishockeyspieler
- George Stephen Morrison (1919–2008), US-amerikanischer Admiral
- George W. Morrison (1809–1888), US-amerikanischer Politiker
- Graeme Morrison (* 1982), schottischer Rugby-Union-Spieler
- Grant Morrison (* 1960), schottischer Comicautor

### H
- Hannah Morrison, niederländische Opernsängerin (Sopran)
- Hedda Morrison (1908–1991), deutsche Fotografin
- Henry Morrison (um 1910–nach 1975), US-amerikanischer Jazzmusiker, siehe Chick Morrison
- Henry Clay Morrison (1857–1942), US-amerikanischer Geistlicher, Universitätspräsident
- Herbert Morrison (1905–1989), US-amerikanischer Rundfunkjournalist
- Herbert Stanley Morrison (1888–1965), britischer Politiker
- Howard Morrison (Sänger) (1935–2009), neuseeländischer Sänger
- Howard Morrison (* 1949), britischer Anwalt und Richter am Internationalen Strafgerichtshof

### I
- Iain Morrison (* 1962), schottischer Rugbyspieler

### J
- J. Frank Morrison (1841–1916), US-amerikanischer Elektrotechnik-Pionier und politischer Akteur
- Jake Morrison, Spezialeffektkünstler
- James Morrison (Seemann) (1760–1807), schottischer Seemann
- James Morrison (Politiker, 1789) (1789–1857), britischer Politiker und Geschäftsmann
- James Morrison (Bischof) (1861–1950), kanadischer Geistlicher, Bischof von Antigonish
- James Morrison (Schauspieler, 1888) (1888–1974), US-amerikanischer Schauspieler
- James Morrison (Schriftsteller) (* 1924), US-amerikanischer Schriftsteller
- James Morrison (Politiker, 1942) (1942–2010), US-amerikanischer Politiker
- James Morrison (Schauspieler, 1954) (* 1954), US-amerikanischer Schauspieler
- James Morrison (Jazzmusiker) (* 1962), australischer Jazztrompeter und Komponist
- James Morrison (Sänger) (* 1984), britischer Sänger und Songwriter
- James Morrison (Golfspieler) (* 1985), englischer Golfspieler
- James Morrison (Fußballspieler) (* 1986), schottischer Fußballspieler
- James B. Morrison, US-amerikanischer Zahnarzt
- James Douglas Morrison, bekannt als Jim Morrison (1943–1971), US-amerikanischer Musiker und Dichter
- James H. Morrison (1908–2000), US-amerikanischer Politiker
- James L. D. Morrison (1816–1888), US-amerikanischer Politiker
- Jamie Morrison, britischer Polospieler
- Jasper Morrison (* 1959), britischer Designer
- Jennifer Morrison (* 1979), US-amerikanische Schauspielerin
- Jessica Morrison (* 1992), australische Ruderin
- Jim Morrison (Eishockeyspieler) (James Stewart Hunter Morrison; * 1931), kanadischer Eishockeyspieler
- Jim Morrison (James Douglas Morrison; 1943–1971), US-amerikanischer Sänger, Songwriter und Lyriker
- Joe Morrison (1937–1989), US-amerikanischer American-Football-Spieler
- John Morrison, 1. Baron Margadale (1906–1996), britischer Politiker, Mitglied des House of Commons und des House of Lords
- John Morrison, 2. Viscount Dunrossil (1926–2000), britischer Diplomat, Politiker und Verwaltungsbeamter
- John Morrison (Eishockeyspieler, 1895) (John William Morrison; 1895–1956), kanadischer Eishockeyspieler
- John Morrison (Fußballspieler) (1909–1992), schottischer Fußballspieler
- John Morrison (Eishockeyspieler, 1945) (John Lewis Morrison; * 1945), US-amerikanischer Eishockeyspieler
- John Morrison (Cricketspieler) (* 1947), neuseeländischer Cricketspieler
- John Morrison (Rennfahrer) (* 1948), britischer Autorennfahrer
- John Morrison (Wrestler) (* 1979), US-amerikanischer Wrestler
- John Alexander Morrison (1814–1904), US-amerikanischer Politiker
- John Stanton Fleming Morrison (1892–1961), englischer Golfarchitekt
- John Stuart Morrison (1889–1975), kanadischer Schachspieler
- John T. Morrison (1860–1915), US-amerikanischer Politiker (Idaho)
- Jordan Morrison (* 1986), kanadischer Eishockeyspieler
- Joseph Wanton Morrison (1783–1826), britischer Offizier
- Julián Morrison (* 1951), kubanischer Leichtathlet
- Justin Morrison (* 1979), US-amerikanischer Eishockeyspieler

### K
- Kelly Morrison (* 1969), US-amerikanische Politikerin
- Kenny Morrison (* 1974), US-amerikanischer Schauspieler
- Kevin Morrison (Eishockeyspieler) (* 1949), kanadischer Eishockeyspieler
- Kevin Morrison (Schiedsrichter) (* 1977), jamaikanischer Fußballschiedsrichter
- Kimberley Morrison (* 1987), englische Triathletin
- Kirk Morrison (Pokerspieler), US-amerikanischer Pokerspieler
- Kirk Morrison (Footballspieler) (* 1982), US-amerikanischer American-Football-Spieler

### L
- LeeLee Morrison (* 1960), kanadische Freestyle-Skierin
- Lew Morrison (1948–2023), kanadischer Eishockeyspieler
- Liam Morrison (* 2003), schottischer Fußballspieler
- Lloyd Morrison (1957–2012), neuseeländischer Geschäftsmann und Sportfunktionär

### M
- Mady Morrison (* 1990), deutsche Yogalehrerin, YouTuberin und Bloggerin
- Marin Morrison (1990–2009), US-amerikanische Schwimmerin
- Marion Robert Morrison (1907–1979), US-amerikanischer Schauspieler, siehe John Wayne
- Mark Morrison (Eishockeyspieler, 1963) (* 1963), britisch-kanadischer Eishockeyspieler und -trainer
- Mark Morrison (Musiker) (* 1972), britischer Musiker
- Mark Morrison (Eishockeyspieler, 1982) (* 1982), nordirischer Eishockeyspieler
- Mark Coxon Morrison (1877–1945), schottischer Rugby-Union-Spieler
- Marq Morrison, US-amerikanischer Filmeditor, Filmschaffender und Kameramann
- Martin A. Morrison (1862–1944), US-amerikanischer Politiker
- Mary Morrison (* 1926), kanadische Sängerin und Gesangspädagogin
- Matthew Morrison (* 1978), US-amerikanischer Schauspieler
- Melissa Morrison-Howard (* 1971), US-amerikanische Leichtathletin
- Mike Morrison (Basketballspieler, 1967) (Michael Fitzgerald Morrison; * 1967), US-amerikanischer Basketballspieler
- Mike Morrison (Eishockeyspieler) (Michael Morrison; * 1979), US-amerikanischer Eishockeytorwart
- Mike Morrison (Basketballspieler, 1989) (* 1989), US-amerikanischer Basketballspieler
- Myrtle Morrison (1885–1938), US-amerikanische Politikerin

### N
- Natasha Morrison (* 1992), jamaikanische Sprinterin

### P
- Patricia Morrison (* 1958), US-amerikanische Musikerin
- Patricia Kennealy-Morrison (1946–2021), US-amerikanische Schriftstellerin
- Paul Morrison (* 1944), britischer Filmemacher
- Paul Morrison (Künstler) (* 1966), britischer Künstler
- Peck Morrison (1919–1988), US-amerikanischer Jazzmusiker
- Pete Morrison (1890–1973), US-amerikanischer Schauspieler
- Philip Morrison (1915–2005), US-amerikanischer Physiker

### R
- Rachel Morrison (* 1978), US-amerikanische Kamerafrau und Regisseurin
- Ravel Morrison (* 1993), englischer Fußballspieler
- Richard Morrison (Journalist) (* 1954), britischer Journalist
- Robbie Morrison (1869–1891), irischer Fußballspieler
- Richard Morrison (1513–1556), englischer Humanist und Diplomat, siehe Richard Morison
- Robert Morrison (Missionar) (1782–1834), schottischer Missionar
- Robert Morrison (Ruderer) (1902–1980), britischer Ruderer
- Robert Morrison (Politiker) (1909–1999), US-amerikanischer Jurist und Politiker (Demokratische Partei)
- Robert Morrison (Fußballspieler) (1933–1999), schottischer Fußballspieler
- Robert T. Morrison (1918–2010), US-amerikanischer Chemiker
- Rory Morrison (1964–2013), britischer Hörfunkmoderator

### S
- Sara Morrison (* 1934), britische Politikerin
- Scott Morrison (Eishockeyspieler) (* 1964), kanadischer Eishockeyspieler
- Scott Morrison (* 1968), australischer Politiker
- Scott Morrison (Fußballspieler) (* 1984), schottischer Fußballspieler
- Scott Morrison (Basketballspieler) (* 1986), kanadischer Basketballspieler
- Shelley Morrison (1936–2019), US-amerikanische Schauspielerin
- Sid Morrison (* 1933), US-amerikanischer Politiker
- Sterling Morrison (1942–1995), US-amerikanischer Rockgitarrist
- Susan Morrison (* 1943), US-amerikanische Bischöfin
- Sybil Morrison (1893–1984), englisch-britische Pazifistin und Suffragette

### T
- Temuera Morrison (* 1960), neuseeländischer Schauspieler
- Terence Morrison-Scott (1908–1991), britischer Zoologe
- Thomas David Morrison (1796–1856), kanadischer Politiker
- Tim Morrison (* 1955), britischer Videokünstler und Filmregisseur, siehe Gorilla Tapes
- Tom Morrison (Fußballspieler) (1904–1980), schottischer Fußballspieler
- Tom Morrison (Baseballspieler) (1869–1902), US-amerikanischer Baseballspieler
- Tommy Morrison (Fußballspieler, 1874) (1874–1940), irischer Fußballspieler
- Tommy Morrison (Fußballspieler, 1943) (* 1943), schottischer Fußballspieler
- Tommy Morrison (Boxer) (1969–2013), US-amerikanischer Boxer
- Tommy Morrison (Politiker) (* 1975), guamischer Politiker
- Toni Morrison (1931–2019), US-amerikanische Schriftstellerin
- Trey Morrison (* 1989), US-amerikanischer Boxer

### V
- Vacinuff Morrison (* 1952), britischer Judoka
- Van Morrison (* 1945), irischer Rocksänger und Songschreiber

### W
- Walter Morrison (1954–2017), US-amerikanischer Musiker und Musikproduzent
- Walter Frederick Morrison (1920–2010), US-amerikanischer Erfinder und Unternehmer
- William Morrison, 1. Viscount Dunrossil (1893–1961), britischer Politiker (Conservative Party) und Generalgouverneur von Australien
- William Morrison, Pseudonym des US-amerikanischen Schriftstellers und Chemikers Joseph Samachson (1906–1980)
- William Garth Morrison (1943–2013), britischer Offizier und Pfadfinder
- William J. Morrison (1860–1926), US-amerikanischer Zahnarzt, Mit-Erfinder der Zuckerwatte
- William N. Morrison,  US-amerikanischer Zahnarzt
- William Ralls Morrison (1824–1909), US-amerikanischer Politiker
- William Robert Morrison (1878–1947), kanadischer Politiker
- William Stanley Morrison (* 1955), US-amerikanischer Schriftsteller und Filmemacher
- Willie Morrison (* 1996), philippinisch-US-amerikanischer Kugelstoßer